# Элон-Море
Элон-Море — еврейское поселение на горной гряде Кабир около Шхема в Самарии. Входит в региональный совет Шомрон.

## История
Основано в 1970 году. На нынешнем месте существует с февраля 1980. Позже возник форпост Хават Сакли. Случай Элон-Море, когда земли, на которых было основано поселение, были объявлены государственными на основании права, действовавшего со времен османского владычества, стал прецедентом.

## Население
По данным Центрального статистического бюро Израиля, население на начало 2020 года составляло 1 920 человек.

## Инфраструктура
Начальная школа, иешива. Поблизости расположен заповедник.

## Террор
Арабские террористы атаковали жителей поселения несколько раз. В 1987 году был найден убитым в пещере пропавший накануне восьмилетний мальчик. В 1988 в результате инцидента в одной из близлежащих палестинских деревень была по ошибке застрелена своим соседом пятнадцатилетняя девушка Тирца Порат. В 2002 боевик убил четырёх человек, а затем покончил с собой. В 2012 году было предотвращено нападение двух вооружённых ножами палестинцев.